# Elattogarypus
Genre
Elattogarypus est un genre de pseudoscorpions de la famille des Garypidae.

## Distribution
Les espèces de ce genre se rencontrent en Afrique du Sud, en Somalie et au Yémen à Socotra.

## Liste des espèces
Selon Pseudoscorpions of the World (version 3.0) :
- Elattogarypus cicatricosus Mahnert, 2007
- Elattogarypus cruciatus Beier, 1964
- Elattogarypus somalicus Mahnert, 1984

## Publication originale
- Beier, 1964 : Weiteres zur Kenntnis der Pseudoscorpioniden-Fauna des südlichen Afrika. Annals of the Natal Museum, vol. 16, p. 30-90.